# Ergasilus gibbus
Ergasilus gibbus är en kräftdjursart som beskrevs av von Nordmann 1832. Ergasilus gibbus ingår i släktet Ergasilus och familjen Ergasilidae. Arten är reproducerande i Sverige. Inga underarter finns listade i Catalogue of Life.